# Comuna Poberejka, Bohuslav
Poberejka (în ucraineană Побережка) este o comună în raionul Bohuslav, regiunea Kiev, Ucraina, formată din satele Krasnohorodka, Poberejka (reședința), Sofiika și Zakutînți.

## Demografie
Componența lingvistică a comunei Poberejka
     Ucraineană (99,43%)
     Alte limbi (0,4%)
Conform recensământului din 2001, majoritatea populației comunei Poberejka era vorbitoare de ucraineană (99,43%), existând în minoritate și vorbitori de alte limbi.